# Speyeria greyi
Speyeria greyi är en fjärilsart som beskrevs av Moeck 1950. Speyeria greyi ingår i släktet Speyeria och familjen praktfjärilar. Inga underarter finns listade i Catalogue of Life.